# Jean Lauer
Pour les articles homonymes, voir Lauer.
Ne doit pas être confondu avec Pierre Lauer.
Jean Lauer, né le 21 août 1916 à Moyeuvre-Grande (alors dans le district de Lorraine) et décédé le 27 novembre 1995 à La Talaudière dans le département de la Loire, est un footballeur français. Il évoluait au poste d'attaquant ou de milieu de terrain dans les années 1930-1940.

## Carrière
Jean Lauer commence sa carrière avec le Sporting Club fivois en 1934. Il rejoint le FC Metz en 1936. Avec le club lorrain, il est finaliste de la Coupe de France en 1938 (finale perdue 2-1 face à l'Olympique de Marseille).
La Seconde Guerre mondiale va donner un sérieux coup d'arrêt à sa carrière. Jean Lauer reprend tout de même du service en s'engageant avec l'AS Saint-Étienne en 1943. Il reste dans ce club jusqu'en 1949. Il rejoint ensuite l'Union sportive du Mans, en Division 2, club où il termine sa carrière.
Au total, durant ses années stéphanoises, il marque 46 buts. Lors de la saison 1948-1949, il joue 30 matchs et inscrit 10 buts en Division 1 avec l'ASSE.
Après sa carrière de joueur, Jean Lauer devient dirigeant de l'Olympique de Saint-Étienne et de l'ASSE. Une allée près du Stade Geoffroy-Guichard porte son nom.

## Décoration
- Médaille d'honneur de la jeunesse et des sports (1958)[5]

## Palmarès
- Finaliste de la Coupe de France en 1938 avec le FC Metz